# 戴松元
戴松元（1967年1月—），安徽绩溪人，享受国务院特殊津贴专家，华北电力大学教授。

## 生平
1987年毕业于安徽师范大学物理系，同年考取中国科学院等离子体物理研究所研究生，于2001年获博士学位。曾任中国科学院等离子体物理研究所研究员，低温等离子体物理研究室副主任，太阳能材料与工程研究室主任，中国科学院等离子体物理研究所所长助理。2012年调任华北电力大学可再生能源学院院长。
2019年3月，因被爆出性騷擾女學生，性侵女教師而被華北電力大學停職。

## 学术贡献
主要从事新型太阳电池及其相关材料、机理和器件的研究工作。发表学术论文300余篇，获授权发明专利40多项。主持973项目、国家重点研发计划项目等项目20余项，所负责的“新型薄膜太阳电池基础及应用研究”团队入选2017年度科技部重点领域创新团队。

## 社会兼职
中国可再生能源学会常务理事，国际光化学转换与太阳能存储大会（IPS）国际委员会委员，亚太地区DSC&OPV国际委员会委员，国家863、973、自然科学基金等项目评审专家。

## 奖励与荣誉
- 2005年，获上海国际工业博览会创新奖
- 2007年，获第八届“安徽青年科技奖”
- 2012年，获中国可再生能源学会科学技术进步二等奖
- 2013年，获“中国光伏成就奖”[4]
- 2015年，获国务院政府特殊津贴[5]
- 2018年，入选第三批国家“万人计划”科技创新领军人才